# Hiiraan
Hiiraan er en officiel territorial enhed i det centrale Somalia, hvor hovedbyen er Beledweyne. Hiiraan grænser op til Etiopien og de somaliske territoriale enheder Baay, Bakool, Galguduud, Shabeellaha Dhexe og Shabeellaha Hoose.
4°47′4″N 45°26′41″Ø / 4.78444°N 45.44472°Ø